# Toivo Tulev

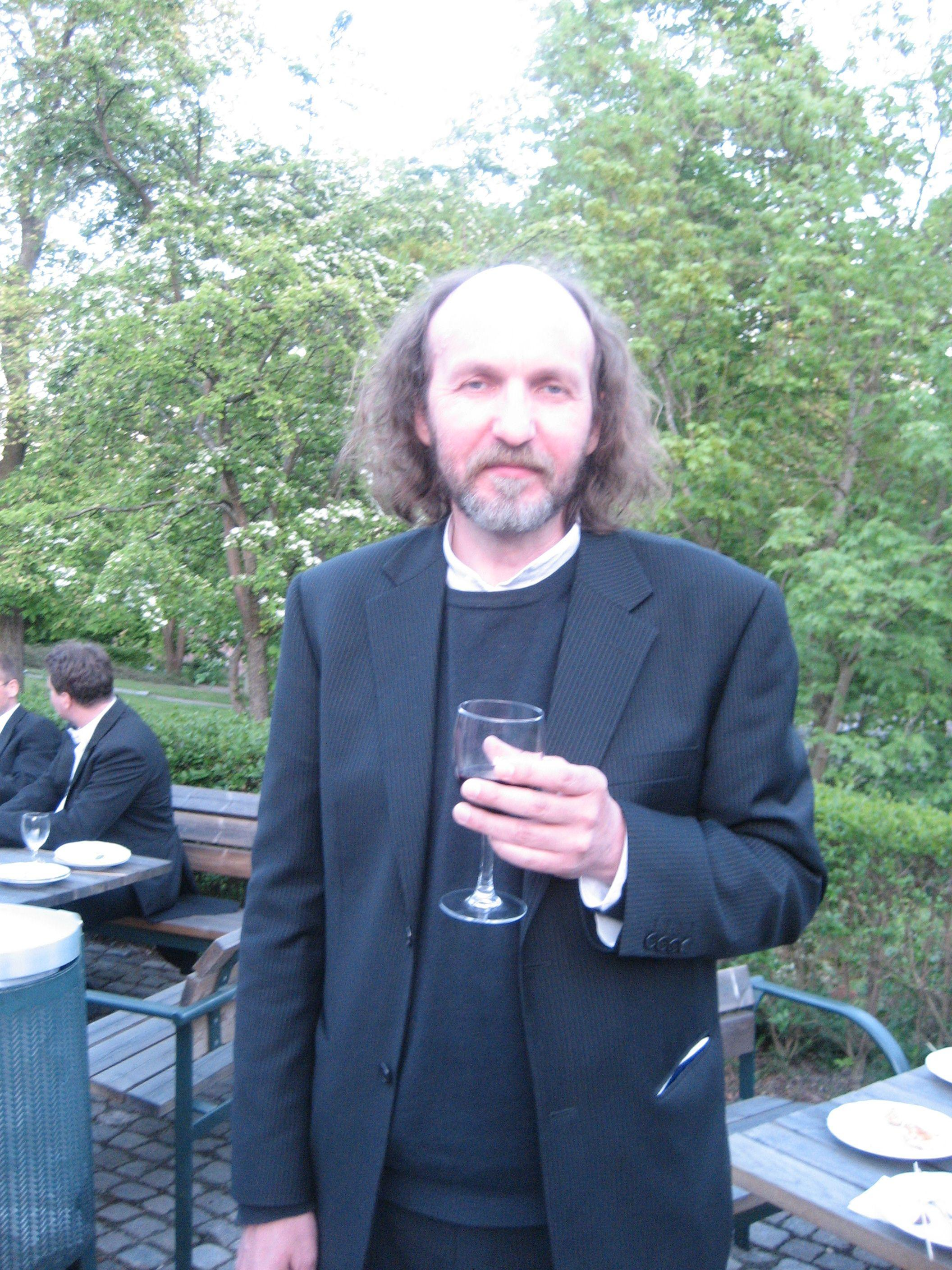
Toivo Tulev (2008)

Toivo Tulev (* 18. Juli 1958 in Tallinn) ist ein estnischer Komponist.

## Studium und Beruf
Toivo Tulev schloss 1990 sein Studium am Tallinner Konservatorium bei Eino Tamberg ab. 1991 bildete er sich bei Sven-David Sandström an der Königlichen Musikhochschule Stockholm und 1996 an der Hochschule für Musik und Tanz Köln weiter. Seit Herbst 2005 leitet Tulev den Fachbereich Komposition an der Estnischen Musik- und Theaterakademie in Tallinn. Seit 1992 ist er Mitglied des Estnischen Komponistenverbands (Eesti Heliloojate Liit).

## Kompositorisches Werk (Auswahl)
Die Kompositionen von Toivo Tulev sind stark von Alter Musik und gregorianischen Einflüssen geprägt. Der expressionistische und sakrale Klang sind Wesensmerkmale seiner Klangschöpfungen.
- Hommage to the Setting Sun für Kammerensemble (1993)
- Quella Sera für Kammerorchester (1996)
- Opus 21 für Kammerorchester (1996)
- Konzert für Violine und Orchester (2002)
- Don’t Call Him Too Early (2002)
- Cruz (Ballett, 2002)
- Swing low (2003)
- Future Continuous für Sinfonieorchester (2008)

## Auszeichnungen
2001 und 2003 erhielt Tulev den Jahrespreis Komposition der staatlichen estnischen Stiftung Eesti Kultuurkapital. 2006 wurde ihm der Jahrespreis des Estnischen Musikrats (Eesti Muusikanõukogu aastapreemia) verliehen.

## Privatleben
Toivo Tulev ist seit 1977 mit der estnischen Musiktherapeutin Juta Tulev, geb. Lagus (* 1956) verheiratet. Das Paar hat fünf Kinder.